# Metallica
I Metallica (IPA: /məˈtælɨkə/) sono un gruppo musicale heavy metal statunitense, formatosi a Los Angeles nel 1981 e composto da James Hetfield, Lars Ulrich, Kirk Hammett e Robert Trujillo.
I loro primi lavori, grazie alla velocità dei pezzi, tecnicismi strumentali ed aggressività, li hanno portati ad entrare nei "Big Four" del thrash metal, accanto a Slayer, Megadeth ed Anthrax. Nel corso degli anni, il gruppo si è guadagnato in poco tempo un crescente seguito di fan e, con la pubblicazione di Master of Puppets nel 1986, ha raggiunto, secondo molti, l'apice della carriera. Il successo commerciale giunse nel 1991 con l'album omonimo, che esordì alla prima posizione della classifica statunitense degli album. Con questo lavoro i Metallica ampliarono notevolmente la loro direzione musicale, rivolgendosi non più ai soli fan del thrash e, grazie a sonorità più semplici ed orecchiabili, divennero una delle maggiori realtà musicali del periodo. In una classifica stilata nel 2010 dalla rivista Rolling Stone, il gruppo risulta al 61º posto tra i 100 migliori artisti di tutti i tempi.
In carriera hanno vinto dieci Grammy Award ed hanno ottenuto cinque esordi consecutivi al primo posto nella Billboard 200. Inoltre, sono tra i pochissimi artisti musicali ad essersi esibiti in 48 Paesi e in tutti i continenti del mondo, Antartide compreso.
Con più di 100 milioni di dischi venduti, di cui 60 milioni nei soli Stati Uniti d'America, i Metallica sono annoverati come una delle formazioni di maggior successo nella storia dell'heavy metal e del rock contemporaneo, e sono stati spesso considerati la migliore band heavy metal della storia.
Nel novembre 2012 hanno fondato la propria etichetta discografica indipendente, la Blackened Recordings.

## Storia del gruppo

### Gli inizi (1981-1983)

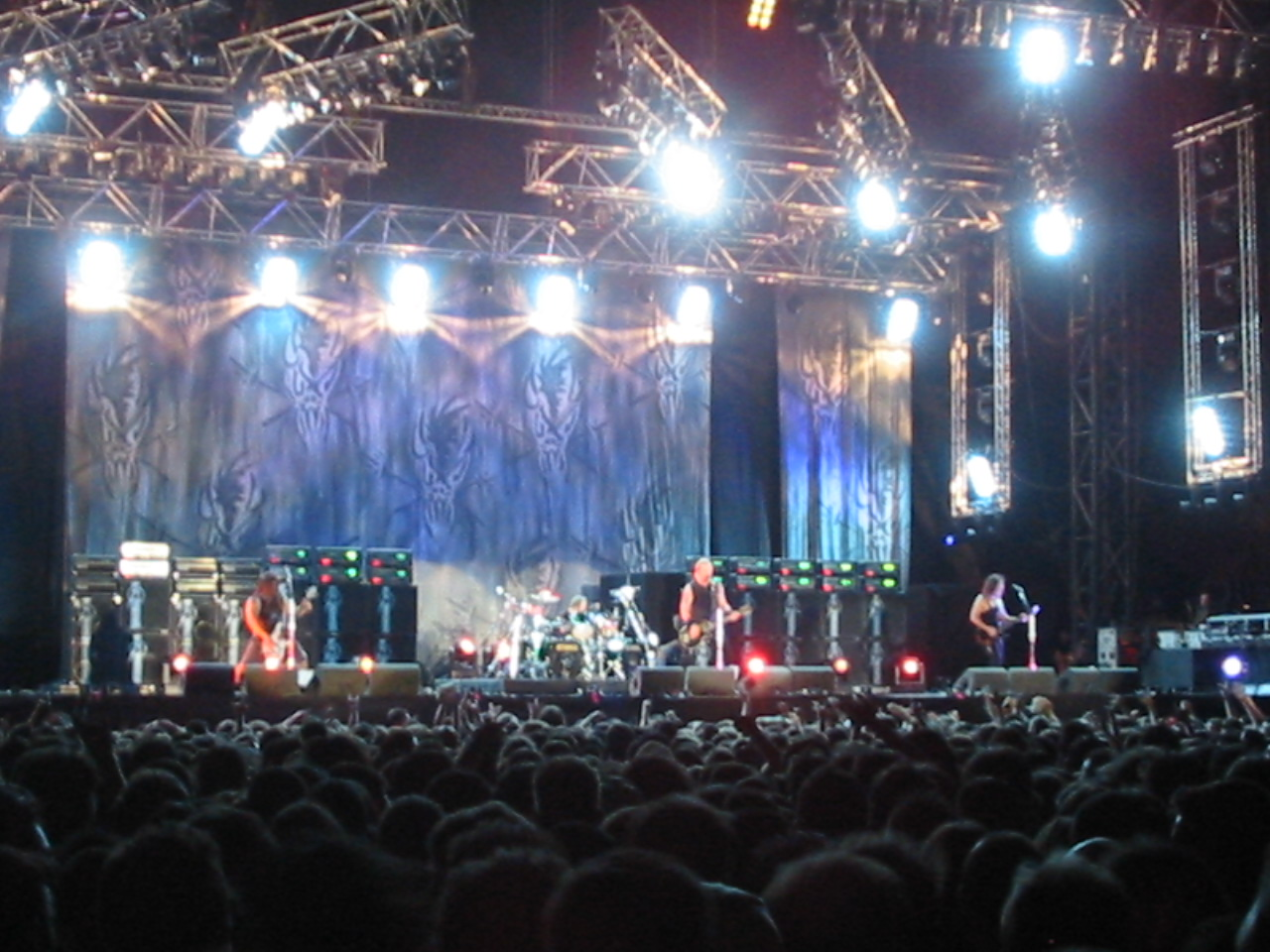
I Metallica nel 2003, durante un concerto

Il gruppo venne fondato il 28 ottobre 1981 dal batterista Lars Ulrich e dal cantante e chitarrista James Hetfield. I due, conosciutisi poche settimane prima tramite un annuncio sulla rivista statunitense The Recycler messo da Ulrich, in poche settimane reclutarono il bassista Ron McGovney e alcuni chitarristi transitori, tra cui Brad Parker e Jeff Warner. La loro prima sessione di prove fu sostenuta nel garage di Ulrich da quest'ultimo, insieme ad Hetfield, McGovney e Lloyd Grant.
Il nome del gruppo venne coniato da Lars Ulrich nel 1982, mentre stava aiutando Ron Quintana (agente di spettacolo specializzato nel lancio di gruppi emergenti) a scegliere un nome per una rivista da lui fondata con gli intenti di promuovere gruppi metal e New Wave of British Heavy Metal. Quest'ultimo propose a Ulrich due nomi: Metallica e Metal Mania; Ulrich disse che Metal Mania era un nome che si addiceva meglio a un giornale e decise invece di utilizzare Metallica per denominare il suo nuovo gruppo, scartando di fatto gli altri nomi: Blitzer, Grinder, Red Vette e Hcirlu Sral (Lars Ulrich letto al contrario).
Nei primi mesi del 1982 i Metallica registrarono il loro primo brano, Hit the Lights, inserito nella raccolta Metal Massacre e in seguito anche nella futura lista tracce del loro primo disco. Fu Lars Ulrich a convincere Brian Slagel, capo della Metal Blade Records, ad inserire il brano nella raccolta. Gli assoli di chitarra della prima versione di Hit the Lights furono composti da Lloyd Grant, il quale non divenne però mai un componente stabile del gruppo. Infatti, pochi mesi dopo questa pubblicazione, Ulrich ingaggiò come chitarrista definitivo dei Metallica Dave Mustaine, originario di La Mesa ed ex membro dei Panic.
Nel luglio del 1982 dopo questo cambio di formazione i Metallica registrarono il demo No Life 'Til Leather, che iniziò a dare fama al gruppo. Successivamente i Metallica si esibirono in una serie di concerti tra Los Angeles e San Francisco e un estratto di queste performance si trova nel nastro Live Metal Up Your Ass. Intanto però, a causa di litigi con i membri del gruppo, McGovney se ne andò e la band, in cerca di un sostituto, decise di assistere ad un'esibizione del bassista dei Trauma Cliff Burton. Hetfield e Ulrich lo videro durante la San Francisco Metal Night al famoso locale Whisky a Go Go, e rimasti colpiti dalla sua abilità decisero di reclutarlo immediatamente. Burton accettò subito di unirsi ai Metallica, alla sola condizione che la band trasferisse la sua sede a San Francisco, in quanto egli definiva Los Angeles troppo caotica.

### Kill 'Em All,Ride the Lightning(1983-1985)
Nel 1983, dopo alcuni concerti di piccola entità, il gruppo si recò a Rochester, New York, per cominciare le prime registrazioni con Jon Zazula e la Megaforce Records. Subito dopo l'arrivo a New York Dave Mustaine venne cacciato dal gruppo e fu sostituito dal chitarrista Kirk Hammett, ex membro degli Exodus; successivamente Mustaine fondò un nuovo gruppo: i Megadeth.
Lo stesso anno venne completato il primo album della band, prodotto da Zazula. Inizialmente doveva intitolarsi Metal Up Your Ass, ma per paura di problemi con la censura venne infine ribattezzato Kill 'Em All. Il disco viene tutt'oggi ritenuto uno dei più importanti del genere thrash metal, grazie anche ai brani Hit the Lights, The Four Horsemen, Jump in the Fire, Whiplash, Seek & Destroy e Metal Militia. A dimostrazione del suo incredibile successo, l'album ha venduto nel corso degli anni 5 milioni di copie.
Nel 1984 la band pubblicò il secondo album, Ride the Lightning, registrato agli Sweet Silence Studios di Copenaghen con Flemming Rasmussen per la prima volta alla produzione e sotto contratto con la Elektra Records. Rispetto a Kill 'Em All, questo secondo lavoro presentò una maggiore versatilità nei ritmi e una presenza più rilevante di sonorità melodiche ed introspettive (come nel caso di Fade to Black), oltre all'aggiunta di parti musicali capaci di mettere in maggiore rilievo la tecnica chitarristica di Kirk Hammett (come nei casi di Trapped Under Ice e di Creeping Death). Anche i testi presentarono elementi più ricercati, come quello di For Whom the Bell Tolls, ispirato al sermone di John Donne Per chi suona la campana, citato poi nel romanzo omonimo di Ernest Hemingway. Proprio queste caratteristiche musicali distinsero i Metallica dagli altri grandi gruppi thrash metal del momento, ovvero Megadeth, Anthrax e Slayer, e permisero a Ride the Lightning di vendere circa 8 milioni di copie, di cui oltre 5 nei soli Stati Uniti.

### Master of Puppets, la morte di Cliff Burton (1986-1987)
Nel 1986 la band incise e pubblicò per la Elektra Records il terzo album Master of Puppets, anch'esso prodotto da Flemming Rasmussen. Il disco, di cui ebbero un certo successo radiofonico la title track e Welcome Home (Sanitarium), è da molti considerato il miglior lavoro dei Metallica, mentre da altri addirittura il più importante prodotto del thrash metal e di tutto l'heavy metal in generale.
Master of Puppets arrivò a piazzarsi alla posizione numero 29 della classifica Billboard 200 e vendette 12 milioni di copie. Al successo del disco contribuì il tour promozionale che schierò il gruppo in alcuni concerti al fianco di Ozzy Osbourne. In quegli anni, inoltre, all'interno del gruppo crebbe notevolmente il fenomeno dell'abuso di alcol e per questo molti critici e fan del gruppo li soprannominarono "Alcoholica".

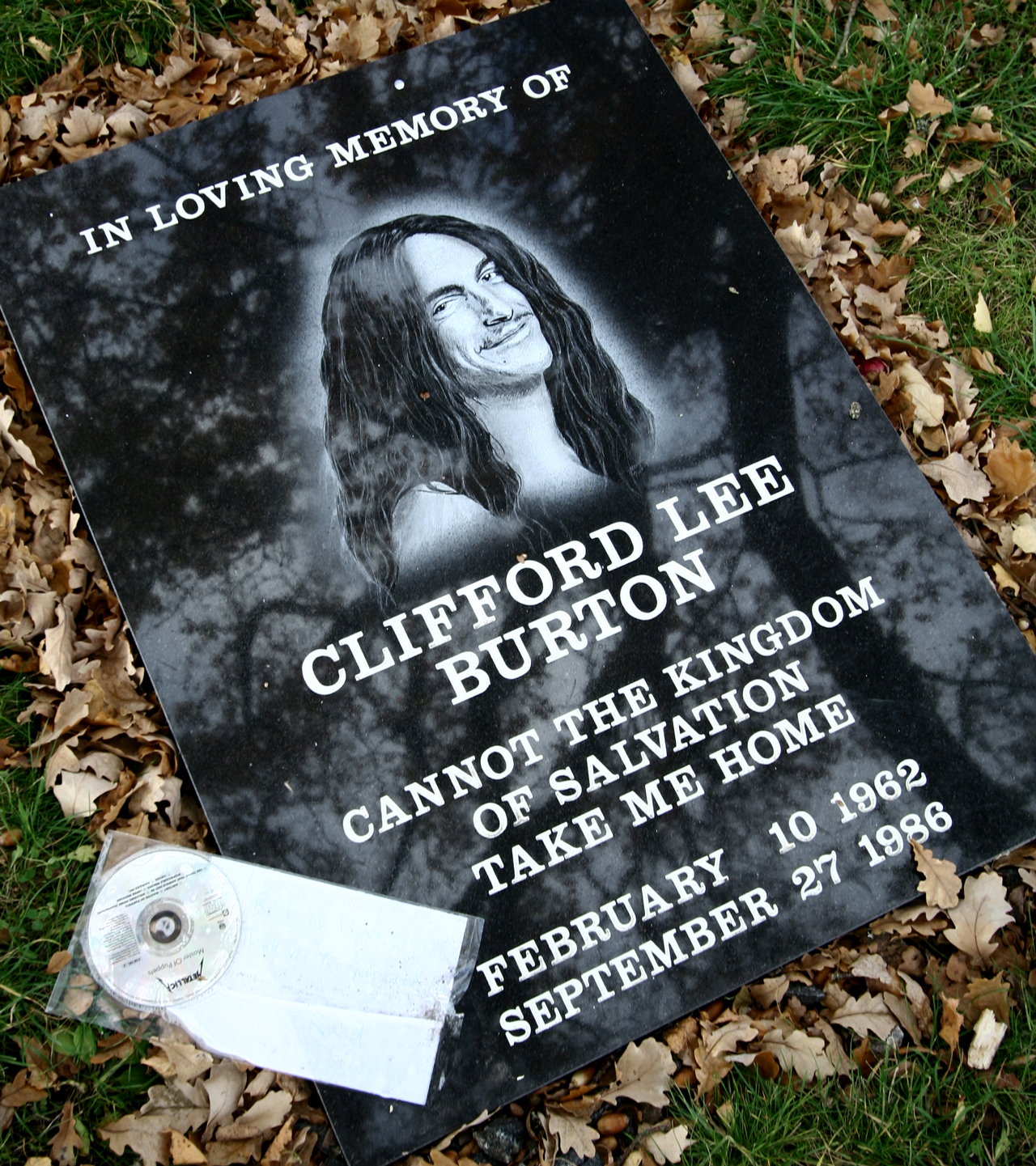
La stele in memoria di Cliff Burton posta nel luogo dell'incidente

Il 27 settembre 1986, durante un tour europeo della band, il bus dei Metallica slittò e si ribaltò lungo una strada ghiacciata a Ljungby, in Svezia. Nell'incidente Cliff Burton fu scaraventato fuori da un finestrino e venne mortalmente schiacciato dall'autobus. Scioccanti furono le testimonianze degli altri membri del gruppo, sopravvissuti indenni all'incidente. Una delle più forti fu rilasciata da James Hetfield:
I Metallica si fermarono per qualche tempo, indecisi sul da farsi, e presero in seria considerazione il ritiro dalle scene. Sostenuti dai familiari del defunto bassista, decisero comunque di riprendere a suonare e ad onorare la memoria di Burton con nuove tracce.
Molti gruppi dedicarono brani alla memoria di Burton, che è tutt'oggi ritenuto uno dei migliori bassisti della storia dell'heavy metal. Tra i più famosi vi furono gli Anthrax e i Megadeth, che composero rispettivamente i brani Among the Living dall'album omonimo e In My Darkest Hour da So Far, So Good... So What!.

### L'entrata di Jason Newsted,...And Justice for All(1987-1991)

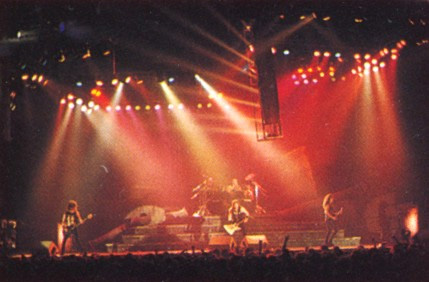
I Metallica durante il Damaged Justice Tour

Furono così aperte le audizioni per trovare un nuovo bassista. La scelta cadde all'inizio su Les Claypool, amico d'infanzia di Hammett. Hetfield e compagni, però, pur notando le doti del musicista, rinunciarono ad assumerlo a causa del suo stile troppo vicino al funk (insieme all'ex membro dei Possessed Larry LaLonde, Claypool continuò la sua carriera nei Primus). Proseguite le audizioni, il 28 ottobre 1986 Jason Newsted, ex Flotsam and Jetsam, fu annunciato pubblicamente come nuovo bassista dei Metallica.
Poco dopo l'arrivo di Newsted al basso, nei primi mesi del 1987, prese il via il Damaged Inc. Tour. Nel luglio dello stesso anno ci fu anche la pubblicazione dell'EP The $5.98 E.P.: Garage Days Re-Revisited, contenente cover di gruppi metal e hardcore punk come Misfits e Diamond Head.
Nel 1988 il quartetto californiano registrò e pubblicò un nuovo album, ...And Justice for All. Inizialmente doveva essere prodotto da Mike Clink, reduce dall'ottima esperienza con i Guns N' Roses, ma la band lo licenziò poco dopo non riuscendo a trovare con lui un sound adeguato e chiamò di nuovo Flemming Rasmussen. L'innesto di Jason Newsted non si fece però sentire nell'economia generale dell'album, perché, come sostennero Hetfield e Ulrich, non prese parte al missaggio. ...And Justice for All venne comunque ritenuto un grande lavoro e vendette più di 14 milioni di copie, grazie anche al Damaged Justice Tour, ritenuto uno dei migliori della storia del gruppo.
Il terzo singolo estratto dall'album, ovvero One (brano che trae ispirazione dal romanzo pacifista di Dalton Trumbo E Johnny prese il fucile in cui si racconta l'allucinante condizione di un soldato della prima guerra mondiale rimasto muto, sordo, cieco e privo di braccia e gambe al seguito di un'esplosione), fu il primo singolo a ricevere un video musicale, girato nel 1989 e contenente spezzoni dal film tratto dal romanzo, anch'esso diretto da Dalton Trumbo e anch'esso intitolato E Johnny prese il fucile. L'album contiene anche un brano strumentale dedicato alla memoria di Cliff Burton, To Live Is to Die, poiché è stato l'ultimo brano da lui composto.
Nel 1990 fu pubblicato in edizione limitata The Good, the Bad & the Live, cofanetto costituito dai singoli internazionali del gruppo (Jump in the Fire, Creeping Death, Harvester of Sorrow e One) con l'aggiunta di The $5.98 E.P.: Garage Days Re-Revisited e di un EP esclusivo contenente tre brani registrati dal vivo nell'agosto 1989.

### Metallicae il grande successo (1991-1995)

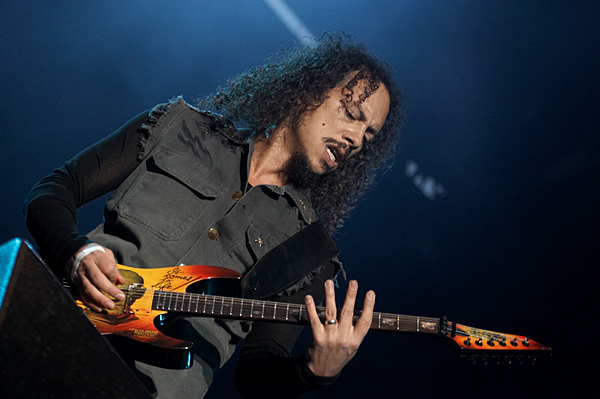
Kirk Hammett

Nel 1991 i Metallica pubblicarono il loro quinto album in studio, l'omonimo Metallica, prodotto dall'affermato produttore Bob Rock, noto anche per aver lavorato con i Mötley Crüe, i Bon Jovi e Cher. Il disco esordì al primo posto della classifica Billboard 200 e fu soprannominato dai fan Black Album a causa della copertina quasi completamente nera (ad eccezione del logo del gruppo visibile in controluce e del serpente simbolo della bandiera di Gadsden).
Il disco fu anche il maggiore successo commerciale del gruppo che, grazie ai famosi singoli Enter Sandman e Nothing Else Matters, raggiunse 38 milioni di copie vendute e vinse un Grammy Award alla miglior interpretazione metal nel 1992.
Al contrario del disco precedente, il Black Album presenta giri di basso piuttosto rafforzati e perciò Newsted fu visto di buon occhio dalla critica per aver dato un maggiore contributo alle sonorità dell'album. Metallica ricevette però anche alcune critiche, specialmente dai fan di vecchia data, che non accettarono l'abbandono seppur parziale delle sonorità thrash a favore di altre più semplici e orecchiabili.
Grazie a questo cambiamento, i Metallica divennero però una delle maggiori realtà musicali del periodo, partecipando così a importanti concerti tra cui il Freddie Mercury Tribute Concert del 1992, evento organizzato in memoria del vocalist dei Queen Freddie Mercury (di cui avevano già reinterpretato Stone Cold Crazy nel 1990), dove suonarono insieme ad altri artisti come Robert Plant dei Led Zeppelin, Elton John, David Bowie, Roger Daltrey degli Who, Zucchero Fornaciari, Liza Minnelli, Tony Iommi dei Black Sabbath e i Guns N' Roses.
Nel 1992 i Metallica intrapresero un tour negli USA con i Guns N' Roses, il GNR-Metallica Stadium Tour, tra luglio e ottobre dello stesso anno, con una data anche in Canada. Nella data di Montréal, durante l'interpretazione della canzone Fade to Black, Hetfield si trovava su una torre di fuochi d'artificio proprio nel momento dell'esplosione. Questo incidente gli causò ustioni di secondo e terzo grado al braccio sinistro e al volto, costringendolo a continuare il tour senza essere in grado di suonare la chitarra. Hetfield continuò comunque a cantare con il supporto di John Marshall, chitarrista ritmico dei Metal Church.
Un anno dopo avviarono il Nowhere Else to Roam Tour e nel mese di novembre uscì il primo album dal vivo del gruppo, intitolato Live Shit: Binge & Purge, ben accolto dai fan nonostante l'elevato costo e capace di buone vendite. Nel 1994 la band proseguì con il tour, suonando anche al festival Woodstock '94.
Il 14 dicembre 1995 i Metallica reinterpretarono sei brani del gruppo musicale Motörhead, di cui quattro furono successivamente incluse nella versione limitata del singolo Hero of the Day.

### Load,ReLoad,Garage Inc.eS&M(1996-2000)
Nel 1996 fu pubblicato l'album Load, trainato dai singoli Until It Sleeps e Hero of the Day. In quel periodo avvenne il tanto discusso cambiamento di look dei Metallica, che abbandonarono quello metal degli esordi in favore di uno più "pulito" con capelli corti e abbigliamento da strada, accompagnato da alcuni tatuaggi. Questo mutamento fu avvertito anche a livello musicale: per la prima volta in carriera, il gruppo propose infatti sonorità più simili all'hard rock.
In origine Load fu pensato come un doppio album, ma sia il produttore Bob Rock che i Metallica scartarono l'idea, preferendo rielaborare le tracce non inserite in Load per pubblicarle l'anno successivo in ReLoad. Molti di questi brani ebbero un notevole successo radiofonico (Until It Sleeps, Hero of the Day, Mama Said, King Nothing, The Memory Remains, The Unforgiven II e Fuel).
Nel 1998 il quartetto pubblicò il doppio album di cover Garage Inc.. Il primo disco è costituito da nuove cover registrate tra settembre e ottobre 1998, ispirati da gruppi come Discharge, Misfits, Thin Lizzy, Mercyful Fate, Black Sabbath e da Bob Seger (la cover Turn the Page, di discreto successo radiofonico). Il secondo contiene invece tutte le canzoni di The $5.98 E.P.: Garage Days Re-Revisited e le b-side inserite in vari singoli tra il 1984 e il 1996. Dal disco venne estratto anche il singolo Whiskey in the Jar, cover di una canzone tradizionale irlandese, vincitore di un Grammy Award alla miglior interpretazione hard rock nel 2000.
Il 7 marzo 1999 i quattro vennero inclusi nella "Walk of Fame" di San Francisco, e l'allora sindaco Willie Brown proclamò nella città il "giorno ufficiale dei Metallica". Tra il 21 e il 22 aprile dello stesso anno, il gruppo registrò alcune performance con l'orchestra di San Francisco, allora condotta da Michael Kamen (che aveva già collaborato con Bob Rock in Nothing Else Matters). Aiutato dal suo staff, Kamen compose versioni sinfoniche di brani della band a partire da Ride the Lightning del 1984 e, insieme al quartetto, scrisse anche i brani No Leaf Clover e -Human. Il risultato di questo lavoro fu l'album S&M, pubblicato il 23 novembre 1999.

### Gli scontri con Napster (2000-2001)

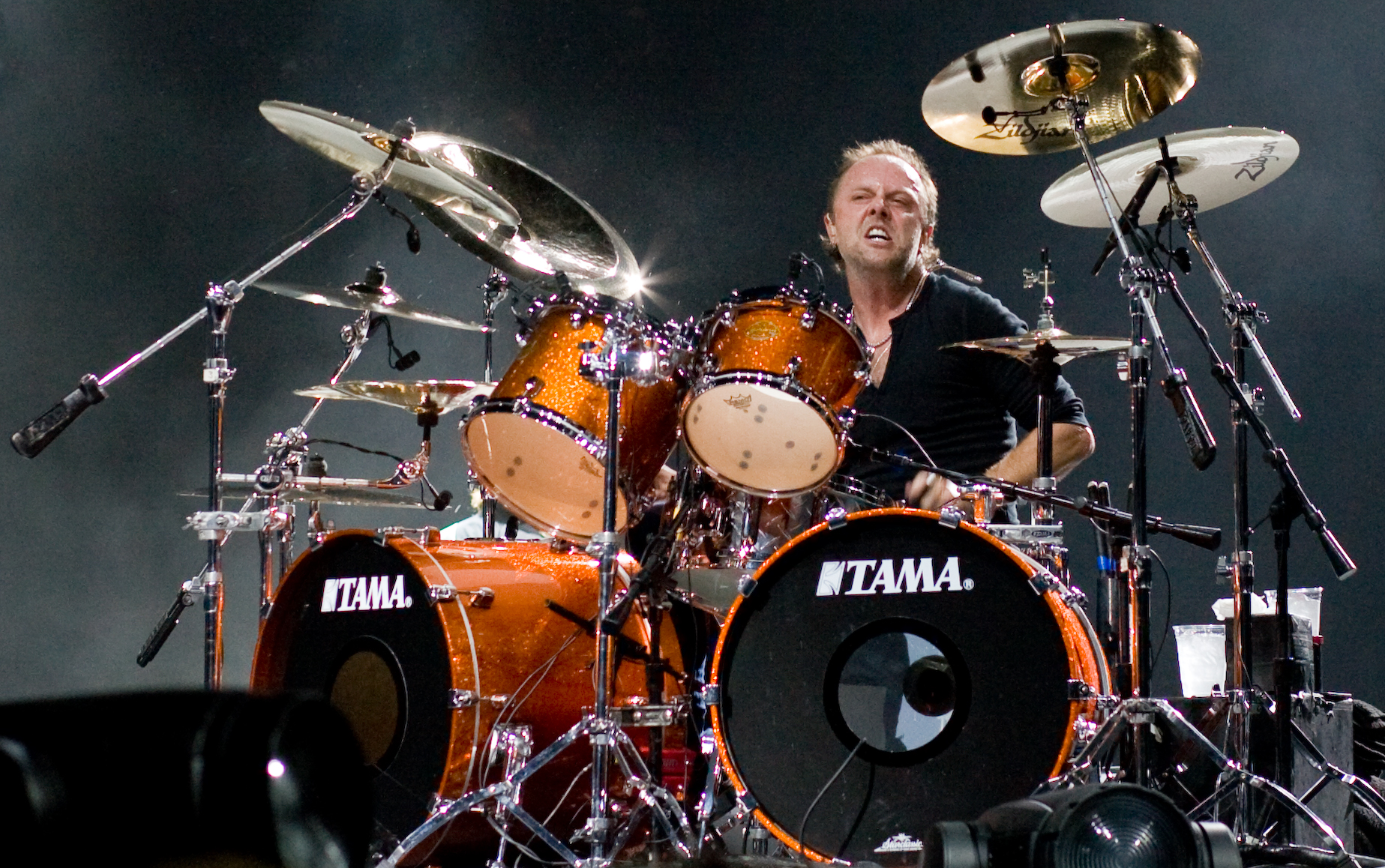
Lars Ulrich

Nel 2000 i Metallica scoprirono che un demo della loro canzone I Disappear era stato distribuito gratuitamente su Internet, mediante Napster. La traccia in questione era incompleta e avrebbe dovuto essere pubblicata in seguito, insieme alla colonna sonora di Mission: Impossible 2.

Dopo aver trovato disponibili in rete anche altre loro canzoni, i Metallica avviarono un'azione legale contro Napster. Durante il processo chiesero ai giudici l'espulsione dal sito dei 335.000 utenti che avevano scaricato i loro brani. Dai quattro furono intentate azioni legali anche contro la Università di Yale, la University of Southern California e l'Università dell'Indiana, che non avevano bloccato Napster dai loro campus. Lars Ulrich rilasciò alcune interviste dicendo:
Nel 2001, dopo quasi un anno di contenzioso, i Metallica e Napster giunsero a un accordo. Grazie a esso alcuni utenti del sito, peraltro non denunciati individualmente, furono banditi.
Durante la controversia molti siti web realizzarono parodie animate dei Metallica, illustrati come rocker egoisti ed egocentrici che se la prendevano con i loro fan. Il più noto cartone satirico sui quattro fu Napster Bad!, realizzato dal sito Internet Camp Chaos. Anche alcuni critici musicali presero in giro Ulrich, storpiandone il nome Lars in "Lar$". Molti fan di vecchia data abbandonarono i Metallica per il fatto di aver diffuso le loro canzoni, e le relative registrazioni demo e live, via Internet. Il quartetto si difese, comunque, dicendo che Napster aveva permesso l'accesso libero al catalogo di tutti i loro brani, cosa che li aveva mandati su tutte le furie, al punto di avviare un procedimento giudiziario.

### L'arrivo di Robert Trujillo,St. Anger(2001-2005)

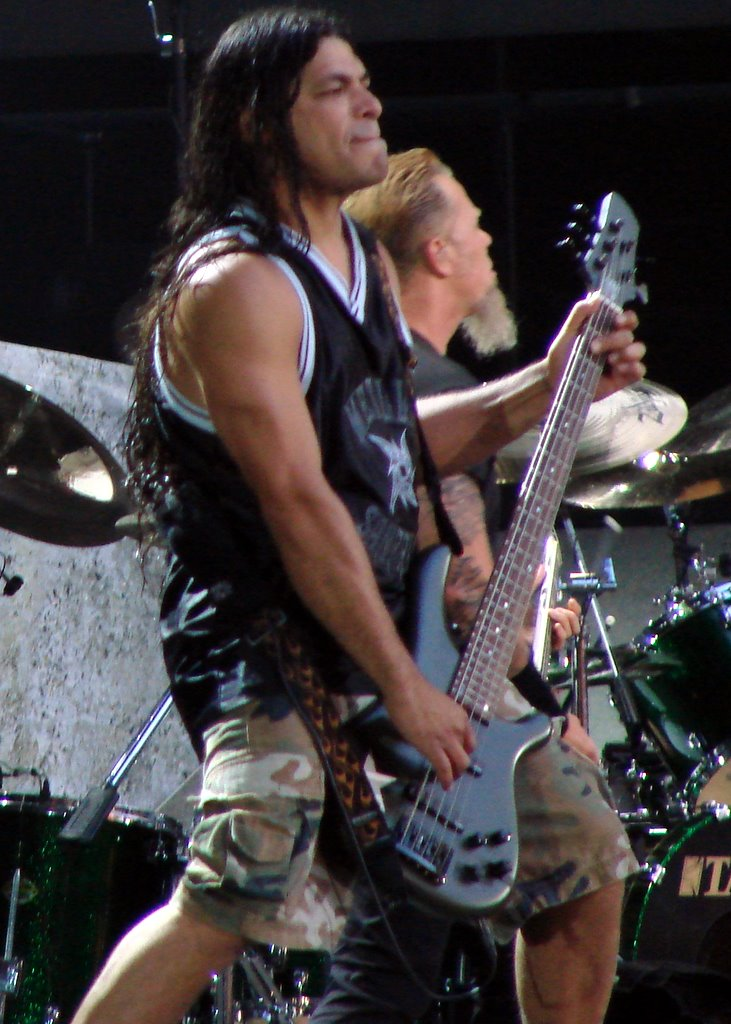
Robert Trujillo

Nel 2001 il bassista Jason Newsted lasciò la band, vinto da alcune controversie con gli altri componenti. Jason decise di avviare un progetto con gli Echobrain ma successivamente si unì ai Voivod. Un ulteriore duro colpo all'unità del gruppo giunse nel luglio dello stesso anno, quando Hetfield si allontanò dalla band per iniziare un programma di riabilitazione dall'alcolismo. Fu lo stesso Newsted a dichiarare apertamente, onde evitare speculazioni ed equivoci, che James non aveva mai fatto uso di droghe. Per quasi un anno, i Metallica sospesero la loro attività musicale e per questo motivo rischiarono seriamente lo scioglimento.
L'improvviso ritorno di Hetfield nel 2002 scongiurò la dipartita dei Metallica, e permise alla band di iniziare un nuovo iter compositivo. All'inizio dell'anno successivo il gruppo trovò anche un nuovo bassista, Robert Trujillo, già al lavoro con Ozzy Osbourne, Suicidal Tendencies e Infectious Grooves; egli entrò a far parte della band dopo la registrazione del nuovo disco, registrato con Bob Rock alla produzione e come bassista provvisorio.
Nel giugno del 2003 i Metallica pubblicarono così l'ottavo album in studio St. Anger, che debuttò al primo posto della Billboard 200. Le prime canzoni del disco erano state scritte nell'aprile del 2001, quando i Metallica erano ancora in cerca di un sostituto per Newsted e non avendolo ancora trovato, le parti di basso di St. Anger furono suonate provvisoriamente dal produttore Bob Rock. L'album, più aggressivo e lontano dalla svolta hard rock degli anni novanta, nei soli Stati Uniti vendette oltre un milione di copie, ma fu fortemente criticato sia dalla critica che dai fan, soprattutto a causa del missaggio, giudicato di scarsa qualità.
Pochi mesi dopo l'uscita di St. Anger, la band partì per il Summer Sanitarium Tour 2003 insieme a Limp Bizkit, Linkin Park, Mudvayne e Deftones. Nello stesso anno Master of Puppets e Metallica entrarono a far parte della lista dei 500 migliori album secondo Rolling Stone, rispettivamente ai numeri 167 e 252. Sempre nel 2003, su esplicita richiesta di Johnny Ramone, i quattro parteciparono alla creazione dell'album tributo ai Ramones We're a Happy Family, suonando la canzone 53rd & 3rd.
Agli MTV Video Music Awards del 2003 i Metallica suonarono in successione i riff principali di quattro canzoni rock: Are You Gonna Go My Way di Lenny Kravitz, Smells Like Teen Spirit dei Nirvana, Seven Nation Army degli The White Stripes e Beat It di Michael Jackson.
Dopo il Madly in Anger with the World Tour con i Godsmack, sempre nel 2004, la title track di St. Anger fu premiata con il Grammy Award alla miglior interpretazione metal.
Nel 2004 uscì il documentario Metallica: Some Kind of Monster, pubblicazione che illustrò le fasi della produzione dell'album St. Anger, offrendo una visione da vicino del gruppo di Los Angeles. In esso Jason Newsted in persona dichiarò di non voler entrare - in virtù del suo abbandono - nei problemi interni al gruppo, già presenti ai tempi di ...And Justice for All (1988). Il documentario venne successivamente pubblicato in formato DVD nel gennaio 2005.

### Death Magnetic(2006-2009)

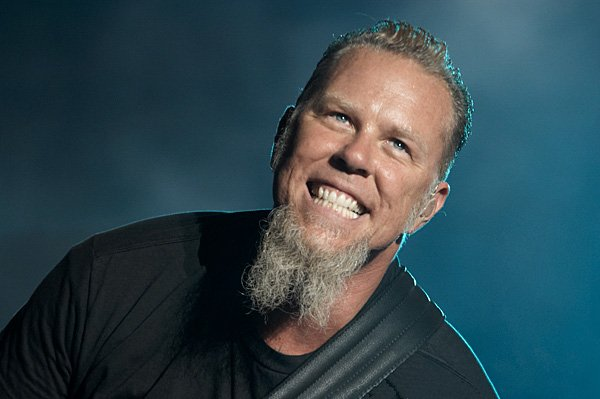
James Hetfield

Il 16 febbraio 2006 i quattro annunciarono sul loro sito ufficiale di aver rescisso il contratto con Bob Rock per unirsi al produttore Rick Rubin, famoso per il suo lavoro con i Red Hot Chili Peppers, gli Slayer, i Beastie Boys, i System of a Down, i Run DMC e Johnny Cash. La band annunciò anche l'uscita del loro nono album, fissata per metà del 2007 e poi rinviata a febbraio 2008, e per il quale erano stati fino a quel momento scritti 25 brani.
Il 6 giugno 2006, durante lo svolgimento del tour Escape from the Studio '06, i Metallica eseguirono a Berlino un brano inedito, intitolato da Hetfield The New Song, mentre il 12 agosto, a Tokyo, eseguirono un altro brano inedito, intitolato The Other New Song. Nel febbraio del 2007 la Sony Music pubblicò un album tributo a Ennio Morricone, intitolato We All Love Ennio Morricone, al quale i Metallica parteciparono con una versione rock di The Ecstasy of Gold, brano originariamente presente nella colonna sonora del film Il buono, il brutto, il cattivo (1966). La versione originale veniva costantemente utilizzata dal gruppo per aprire i propri concerti sin dal 1982 per poi abbandonarla nel 1995 e successivamente riprenderla nel 1998. Il 7 luglio presero invece parte al concerto Live Earth, suonando Sad but True, Nothing Else Matters e Enter Sandman.
Il 12 settembre 2008 venne pubblicato il nono album in studio Death Magnetic, il primo album registrato con Robert Trujillo nonché il primo prodotto da Rick Rubin. L'album fu anticipato dal singolo The Day That Never Comes, il quale ricevette anche un video diretto da Thomas Vinterberg. Rispetto a St. Anger, Death Magnetic rappresenta il ritorno del gruppo verso sonorità thrash metal, caratterizzandosi per i numerosi assoli di Hammett, e ha ottenuto un ottimo riscontro anche nelle vendite debuttando alla posizione numero uno nella classifica Billboard 200 restando in classifica per 50 settimane.
Il 31 marzo 2009 venne pubblicato il box set digitale The Metallica Collection contenente tutta la loro discografia ufficiale. The Metallica Collection contiene l'intero catalogo ufficiale del gruppo, con 163 brani, a partire da Kill 'Em All fino a Death Magnetic, passando anche per album quali Garage Inc., S&M e l'EP Some Kind of Monster. Inoltre sono state aggiunte anche otto bonus track dal vivo: The Four Horsemen, Whiplash, For Whom the Bell Tolls, Creeping Death, Battery, The Thing That Should Not Be, One, e ...And Justice for All.
Il 29 marzo uscì il videogioco Guitar Hero: Metallica contenente 28 tra i brani migliori di tutta la carriera della band.
Il 4 aprile, a Cleveland, si tenne per la band (e per Cliff Burton) la cerimonia di introduzione alla Rock and Roll Hall of Fame dove saranno inserite tutte le leggende del rock. La band venne introdotta da Flea dei Red Hot Chili Peppers. Inoltre in un'intervista Kirk Hammett anticipò che per l'occasione il gruppo avrebbe ospitato l'ex bassista Jason Newsted, costituendo un'occasionale riunione del gruppo in formazione storica per l'evento. I cinque membri eseguirono assieme i brani Master of Puppets, Enter Sandman e Train Kept a Rollin' degli Yardbirds insieme ad altri cinque ospiti speciali: Joe Perry (Aerosmith), Jeff Beck (The Yardbirds), Jimmy Page (Led Zeppelin), Ronnie Wood (The Rolling Stones) e Flea (Red Hot Chili Peppers). Inoltre, alla cerimonia partecipò anche il padre di Cliff, Ray Burton, che espresse i più sentiti ringraziamenti da parte sua verso i fan del figlio che ancora oggi lo acclamano e gli rendono omaggio. Il 23 e il 30 novembre 2009 uscirono rispettivamente i DVD Français pour une nuit: Live aux Arènes de Nîmes 2009 (registrato all'Arena di Nîmes) e Orgullo, pasión y gloria: Tres noches en la Ciudad de México (registrato a Città del Messico).
In un'intervista a Rock TV Lars Ulrich dichiarò che la band non ha ancora concreti progetti per un nuovo lavoro visto che sarebbero stati impegnati in vari tour fino ad agosto 2010, ma che poi sicuramente si metteranno all'opera sempre sotto la guida del produttore Rick Rubin verso la metà del 2011. Il gruppo, insieme a Slayer, Megadeth e Anthrax, ha suonato per la prima volta nella storia, nel "Big Four Tour" il 16 giugno 2010 al Bemowo Airport in Polonia. La seconda data del tour, tenutasi a Sofia (Bulgaria) il 22 giugno 2010, venne trasmessa via satellite in diretta mondiale tramite alcuni cinema selezionati. Il concerto venne poi registrato e inserito nel DVD The Big 4: Live from Sofia, Bulgaria, pubblicato il 2 novembre 2010.
In conclusione al World Magnetic Tour fu pubblicato un EP dal vivo intitolato Six Feet Down Under EP, contenente alcune tracce suonate dal vivo tra il 1989 e il 2004 in vari concerti tenuti dal gruppo in Australia, seguito il 15 novembre dalla seconda parte. Il 26 novembre venne pubblicato l'album dal vivo Live at Grimey's, contenente nove brani provenienti dal concerto eseguito il 12 giugno 2008 al Grimey's Record Store di Nashville. Ulteriore materiale tratto dal tour è stato pubblicato nei successivi anni, come l'album video Quebec Magnetic, uscito il 10 dicembre 2012 dalla Blackened Recordings (etichetta discografica fondata dal gruppo) e contenente i due concerti svoltisi a Québec nell'autunno del 2009, e il film 3D Metallica 3D Through the Never, distribuito inizialmente nei cinema statunitensi in IMAX a partire dal 27 settembre 2013, per poi essere stato accompagnato il seguente 24 settembre è uscita la relativa colonna sonora.

### Collaborazione con Lou Reed e altre attività (2011-2012)
Il 15 giugno 2011 i Metallica annunciarono attraverso il proprio sito ufficiale di aver registrato un nuovo album in studio con la collaborazione di Lou Reed:
Il 22 agosto fu annunciato il titolo, Lulu, e il numero delle tracce, ovvero dieci; le primissime tracce della lista rese pubbliche sul sito dei due artisti sono state Junior Dad, Mistress Dread e Pumping Blood. Il disco venne pubblicato il 31 ottobre 2011 attraverso la Warner Bros. Records.
L'unico singolo estratto è stato The View, pubblicato il 27 settembre esclusivamente sull'iTunes Store. Il brano ricevette anche un video, diretto da Darren Aronofsky e diffuso il 3 dicembre.
Nel mese di luglio 2011 i Metallica hanno annunciato una serie di quattro concerti esclusivi per celebrare i trent'anni di attività, tutti tenuti a inizio dicembre 2011 al Fillmore di San Francisco. All'evento hanno partecipato numerosi artisti e gruppi musicali che sono stati tra le principali fonti d'ispirazione per il gruppo, come Sean Harris e Brian Tatler dei Diamond Head, Ozzy Osbourne e Geezer Butler dei Black Sabbath e i Mercyful Fate; inoltre hanno preso parte all'evento anche personaggi con cui i Metallica hanno collaborato nel corso della loro carriera, come Dave Mustaine, Ron McGovney, Jason Newsted, John Marshall, Marianne Faithfull e Lou Reed. In queste quattro date sono stati eseguiti brani raramente proposti dal vivo (come Metal Militia o Bleeding Me) o portati per la prima volta dal vivo (come To Live Is to Die o Carpe Diem Baby), oltre anche alla prima esecuzione di quattro brani inediti scartati dalle sessioni di Death Magnetic: Hate Train, Just a Bullet Away, Hell and Back e Rebel of Babylon. Le versioni in studio di questi brani sono stati successivamente inseriti nell'EP Beyond Magnetic, pubblicato prima sull'iTunes Store il 13 dicembre e successivamente reso disponibile anche nei formati CD e 12".
Nel 2012 i Metallica hanno rivelato la loro partecipazione come headliner alla seconda data del Download Festival, in cui avrebbero eseguito per intero il Black Album per celebrare i vent'anni dalla sua pubblicazione. Nello stesso periodo il gruppo annuncia la creazione di un festival personale, denominato Orion Music + More e tenuto ad Atlantic City il 23 e 24 giugno. Nella prima data del festival, i Metallica hanno eseguito interamente il secondo album Ride the Lightning, segnando così il debutto del brano Escape dopo 28 anni.

### Hardwired... to Self-Destruct(2012-2020)
Nel gennaio 2012 i Metallica sono stati intervistati da Rolling Stone riguardo al loro decimo album. Kirk Hammett ha fornito una descrizione su quello che sarebbe potuta essere la direzione stilistica del prossimo disco:
Lars Ulrich ha aggiunto inoltre che il disco sarebbe stato più breve e conciso:
 In un'intervista radiofonica all'emittente radiofonica canadese 99.3 The Fox, Ulrich ha affermato che il decimo album del gruppo sarebbe potuto uscire verso l'inizio del 2014, In un'intervista successiva, il batterista ha tuttavia spiegato di essere «sorpreso se il nuovo album dei Metallica uscisse prima del 2015».
Il 24 ottobre 2013 i Metallica hanno rivelato una collaborazione con Coca-Cola Zero per la realizzazione di un concerto unico nella loro carriera: un'esibizione all'eliporto della base antartica argentina Carlini in data 8 dicembre. Questo evento ha portato i Metallica a divenire il primo ed unico gruppo al mondo ad essersi esibito in tutti e sette continenti del mondo. Il 16 marzo 2014 i Metallica hanno intrapreso il tour Metallica by Request, partito a Bogotà. La scaletta del tour vede 17 brani selezionati dai fan attraverso una votazione online e un brano inedito intitolato Lords of Summer. La versione in studio di quest'ultimo brano è stato reso disponibile inizialmente per il download digitale il 19 giugno, mentre il 28 novembre è stata commercializzata la versione in vinile.
Il 2 marzo 2015 il gruppo ha annunciato la ripubblicazione a tiratura limitata di una versione rimasterizzata del demo No Life 'Til Leather nel formato musicassetta, in occasione del Record Store Day tenuto il 18 aprile dello stesso anno.
Il 17 febbraio 2016 il gruppo ha annunciato le riedizioni rimasterizzate dei primi due album in studio Kill 'Em All e Ride the Lightning, previste nei formati CD, LP e box set con materiale aggiuntivo inedito, mentre il 23 dello stesso mese hanno rivelato la pubblicazione dell'album dal vivo Liberté, Egalité, Fraternité, Metallica! - Live at Le Bataclan, Paris, France - June 11th, 2003. Le pubblicazioni sono uscite il 16 aprile in occasione dell'annuale Record Store Day, di cui i Metallica sono stati anche ambasciatori.

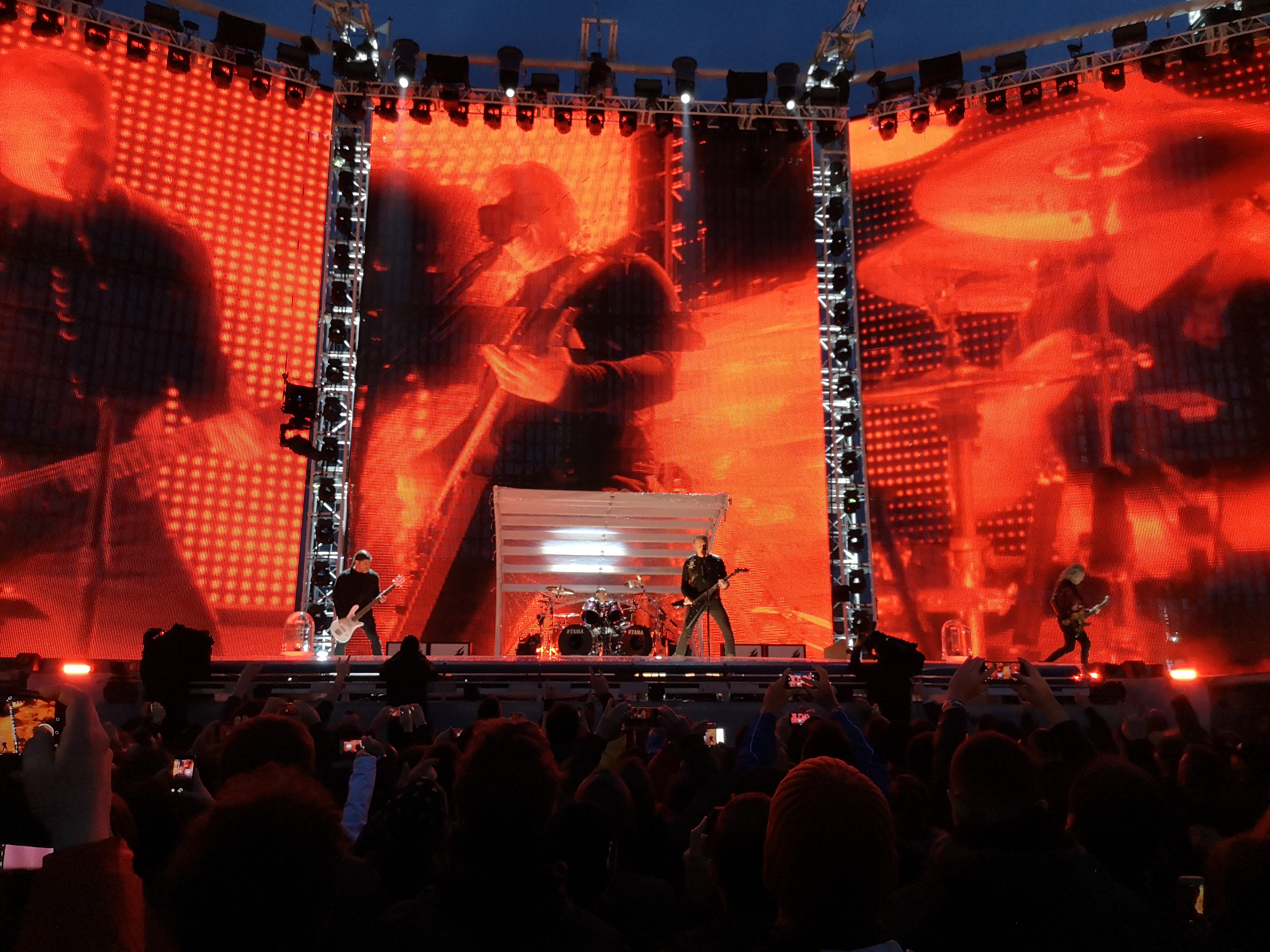
I Metallica in concerto a Milano nel 2019 durante l'esecuzione di Hardwired

Il 18 agosto 2016 è stato annunciato attraverso il sito ufficiale del gruppo il decimo album in studio Hardwired... to Self-Destruct e il primo singolo Hardwired, quest'ultimo accompagnato dal relativo video. Composto da due dischi, ciascuno contenente sei brani, l'album è stato pubblicato il 18 novembre dello stesso anno.
Il 1º febbraio 2019 i Metallica hanno pubblicato l'album dal vivo Helping Hands... Live & Acoustic at the Masonic, contenente l'esibizione acustica tenuta a San Francisco il 3 novembre 2018 per beneficenza. Sempre nel 2019, in occasione del 20º anniversario dall'uscita di S&M, il gruppo si esibisce per la seconda volta in carriera con l'orchestra di San Francisco (questa volta diretta da Michael Tilson Thomas ed Edwin Outwater) per due spettacoli al Chase Center di San Francisco il 6 e l'8 settembre. Entrambi i concerti sono stati filmati e inizialmente distribuiti nei cinema il 9 ottobre dello stesso anno con il titolo S&M2. Il 28 agosto 2020 è invece stato commercializzato sotto forma di album dal vivo e album video.

### 72 Seasons(2022-presente)
Il 28 novembre 2022 i Metallica hanno pubblicato a sorpresa il singolo Lux æterna, accompagnato dall'annuncio dell'undicesimo album in studio 72 Seasons, uscito il 14 aprile 2023. Ulteriori singoli distribuiti nel periodo precedente all'uscita dell'album sono stati Screaming Suicide, If Darkness Had a Son e l'omonimo 72 Seasons, resi disponibili rispettivamente il 19 gennaio, il 1º e il 30 marzo 2023. Il titolo del disco rappresenta, secondo quanto spiegato da Hetfield, i «primi 18 anni della nostra vita che formano il nostro vero o falso io»:

## Stile e influenze
A inizio carriera i Metallica si presentavano al pubblico con un chiaro orientamento thrash metal, sia nelle sonorità che negli atteggiamenti. Fino ai primi anni novanta, il loro look era caratterizzato da capelli molto lunghi, jeans strappati e t-shirt firmate Metallica, oppure semplicemente nere sin dal tour per ...And Justice for All. Questa immagine veniva, molto spesso, considerata adatta al violento e potente sound espresso.
Nel 1996, influenzati da stili musicali come l'hard rock e il blues, i Metallica decisero di trasformare radicalmente il proprio modo di apparire in pubblico; tutti i membri della band si tagliarono i capelli e vestirono in modo più casual; la scelta portò numerose critiche al gruppo, specialmente dai fan di vecchia data, amanti del thrash, che non tardarono a esprimere il loro dissenso, o allontanandosi dalla band o criticandone per molti anni le scelte.
In Kill 'Em All e Ride the Lightning si può ascoltare un suono ispirato a Black Sabbath, Motörhead, Diamond Head, Saxon, Thin Lizzy, Judas Priest, Iron Maiden, King Diamond, e in generale alla NWOBHM e all'hard rock. Non meno rilevante fu l'influenza da parte di gruppi hardcore punk, come Misfits, G.B.H. e Discharge. Inoltre lo stile musicale di Kirk Hammett, come egli stesso sostenne in alcune interviste, presenta similitudini con il sound di Jimi Hendrix, Joe Satriani e Carlos Santana. Le sonorità di Ride the Lightning risultano inoltre influenzate dallo speed metal.
Nei loro primi lavori, il gruppo si ispirò spesso ai racconti di Howard Phillips Lovecraft per la composizione dei testi; questo è particolarmente evidente nelle canzoni The Thing That Should Not Be e Through the Never e nella strumentale The Call of Ktulu, per la quale i Metallica hanno rivelato di essersi ispirati, appunto, al racconto Il richiamo di Cthulhu.

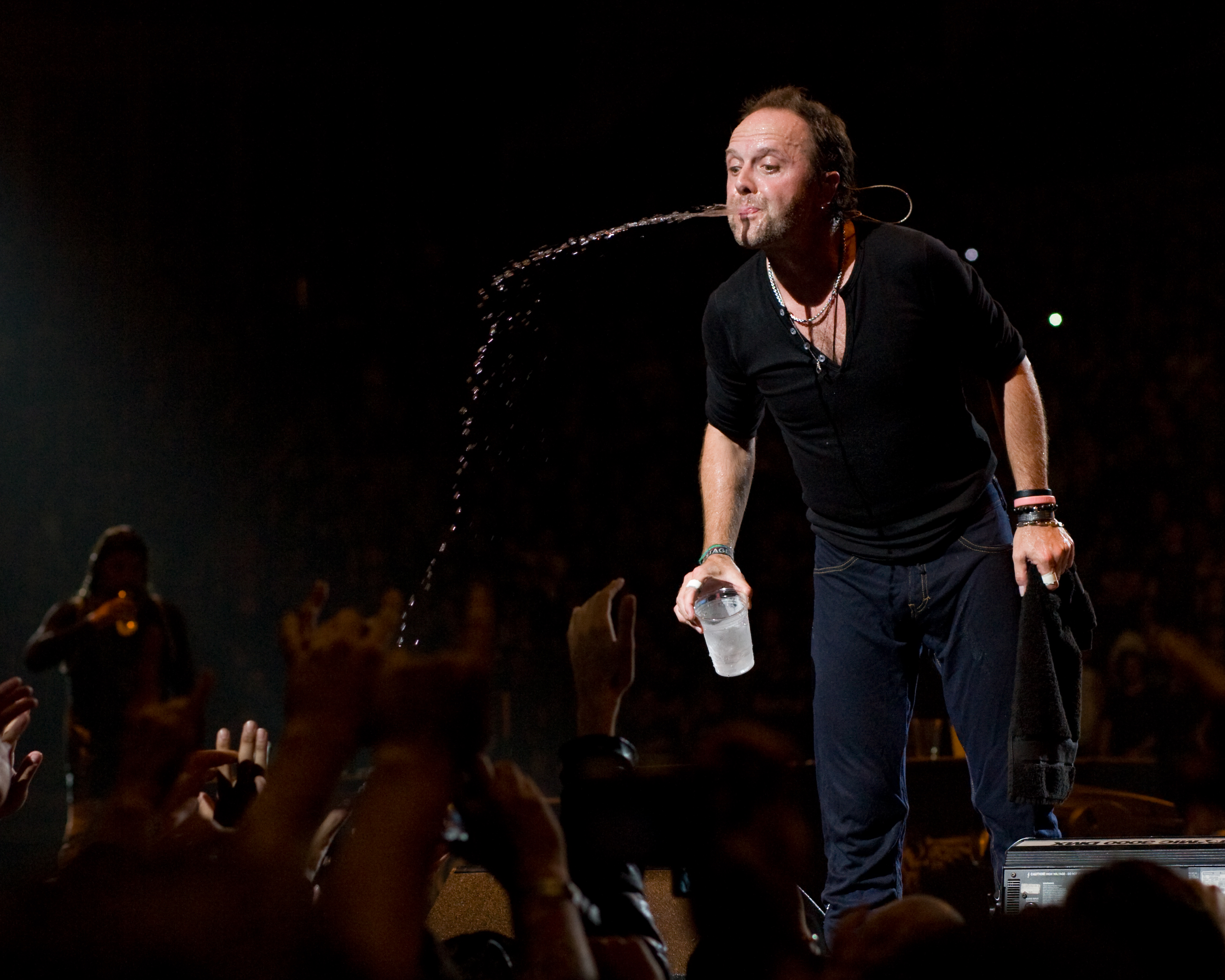
Lars Ulrich al termine del concerto a Londra il 15 settembre 2008

Secondo Steve Huey di AllMusic, nel corso degli anni la band ampliò non solo la propria tecnica compositiva ma anche il tasso di espressione emotiva. Questo loro nuovo approccio si riflette anche nei testi che dopo l'iniziale Kill 'Em All si sono interessati ai problemi personali e alle questioni sociali. Con l'album Master of Puppets sono arrivati a trattare temi riguardanti l'ipocrisia dei leader sia religiosi che militari, la pazzia, la rabbia e la droga, mentre nella metà degli anni novanta, con la pubblicazione di Load e ReLoad, le influenze del gruppo si orientarono anche verso l'hard rock, il blues e il country, sperimentando sonorità meno aggressive e ritmi meno sostenuti. Inoltre poterono inserire nuovi strumenti musicali come l'organetto e il violino.
Il sound di Garage Inc. può inoltre essere comparato con quello di Thin Lizzy, Mercyful Fate, Bob Seger e Nick Cave, essendo questo disco composto anche da cover degli artisti appena citati. Con St. Anger, pubblicato nel 2003, il gruppo è tornato a sonorità leggermente più vicine al thrash metal. Invece con Death Magnetic il gruppo presenta sonorità tipicamente thrash anni ottanta e anche heavy metal, nonostante l'album sia stato definito più melodico.
I Metallica ispirarono invece moltissimi gruppi musicali a venire tra cui Alice in Chains, Cannibal Corpse, Deftones, Faith No More, Machine Head, Pantera, Slipknot System of a Down, Testament, e White Zombie. Ciò è confermato anche dal fatto che alcuni di essi si ispirarono al celebre nome della band losangelina per ideare il loro. Ne sono un esempio i Beatallica (che ibridano le canzoni dei Metallica con quelle dei Beatles) e gli Skatallica (che suonano ska punk). Inoltre "Metallica" è stato indebitamente usato per alcune linee di prodotti cosmetici e di biancheria intima, da aziende come Victoria's Secret e Guerlain.
Molte sono anche le band che hanno riproposto canzoni e album dei Metallica. Gli Apocalyptica pubblicarono nel 1996 l'album Plays Metallica by Four Cellos, mentre i Trivium, oltre a proporre le cover di Master of Puppets e For Whom the Bell Tolls, hanno creato sonorità e iconografia affini a quelle del gruppo di San Francisco. Anche i Dream Theater reinterpretarono Master of Puppets mentre One venne riproposta dai Korn a MTV Metallica Icon, dai Testament, dagli Evanescence e dai Children of Bodom, e Welcome Home (Sanitarium) dai Limp Bizkit (a MTV Metallica Icon nel 2003), dagli Anthrax e dai Bullet for My Valentine, che inoltre hanno interpretato anche Creeping Death. Il singolo Fuel, fu invece riproposto, sempre agli MTV Metallica icon, da Avril Lavigne. No Remorse, invece, è stata ripresa dai Pantera e dai Cannibal Corpse, mentre Nothing Else Matters è stata interpretata da Marco Masini in lingua italiana con il titolo E chi se ne frega. Sad but True fu riproposta perfino in una curiosa versione rap rock da Snoop Dogg, sempre a MTV Metallica Icon nel 2003. Anche i Motörhead hanno composto due cover, precisamente quella di Enter Sandman, intitolata Fuck Metallica (Enter Sandman) e quella di Whiplash (vincitrice anche di un Grammy Award). Invece Battery venne reinterpretata dai Van Canto, dagli Ensiferum, dai Machine Head e dai Blakk Totem. Sono stati pubblicati anche vari album di tributo contenenti loro cover come: Metallic Assault: A Tribute to Metallica, Metallic Attack: The Ultimate Tribute, A Tribute to The Four Horsemen, The Blackest Box: The Ultimate Metallica Tribute. Questi album hanno visto la partecipazione di importanti artisti tra cui Motörhead, Testament, Deep Purple, KISS, Machine Head e Anthrax.

## Critiche e ostilità

### Dopo ilBlack Album

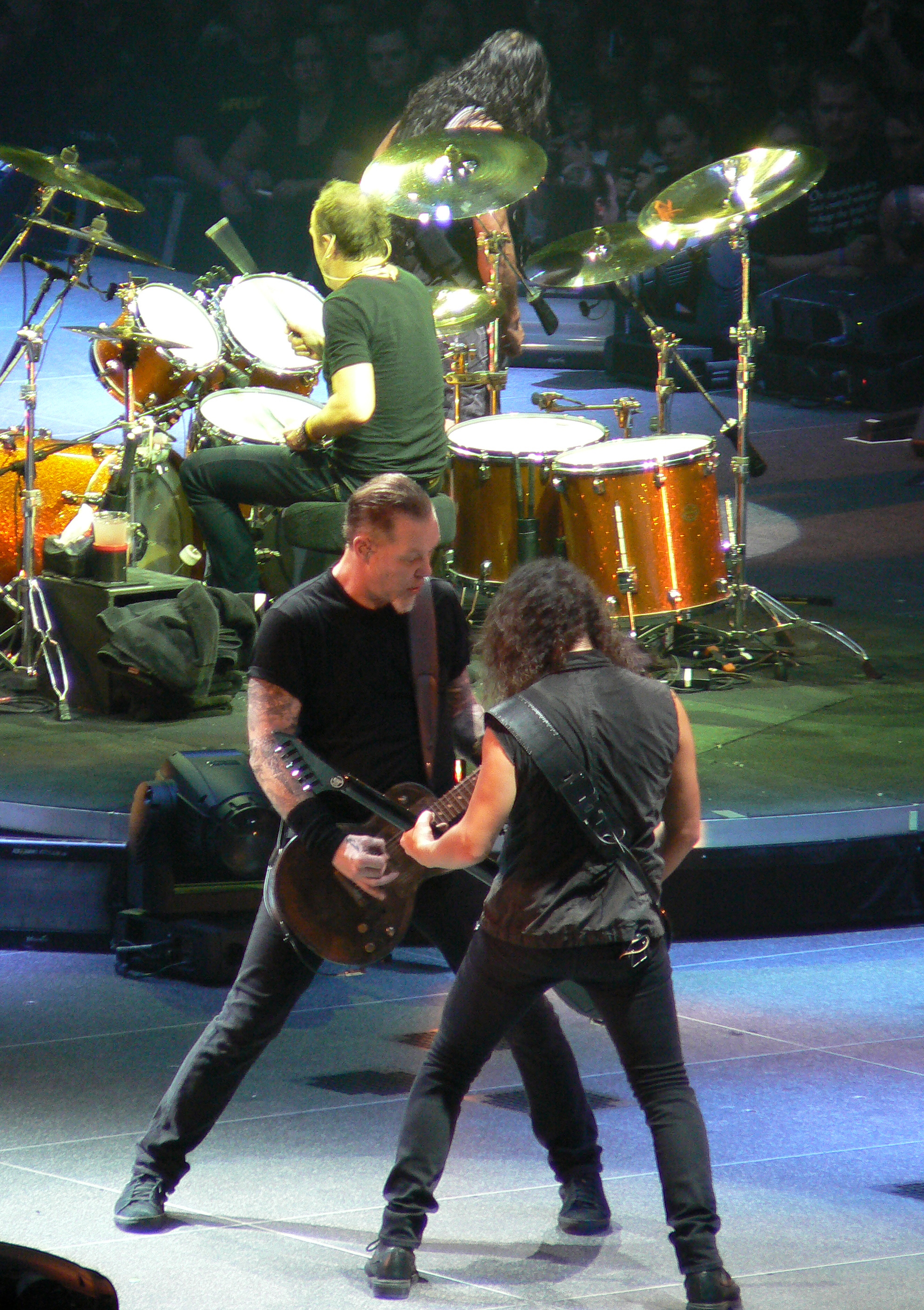
Metallica live a Sacramento l'8 dicembre 2009

Il cambiamento di genere musicale e quello di look dei Metallica, dopo l'omonimo album del 1991, alimentò moltissime critiche espresse da fan, critici di settore ed altri gruppi musicali. Alla band di Los Angeles fu contestato in particolare il fatto che questo cambio stilistico fosse avvenuto proprio in un momento in cui i gruppi heavy metal ricevevano minori attenzioni dai mass media e, di conseguenza, altri stili riscuotevano migliori successi di vendite rispetto alla musica heavy metal. I Metallica furono così descritti come un gruppo più legato al denaro e al successo che alla musica in sé, una sorta di band dal doppio volto, capace attraverso i testi di esprimere concetti poi non condivisi nella vita reale. Dalle critiche non fu risparmiato nemmeno Bob Rock, che dei Metallica aveva prodotto gli album usciti dal 1991 al 2003, contribuendo in parte alla loro svolta sonora.

Pesanti critiche giunsero alla band californiana da parte dei Manowar, il cui frontman Joey DeMaio rilasciò una dichiarazione nel 2004 rispondendo alla domanda se lui ascoltasse la musica dei Metallica:
Kerry King degli Slayer espose una sua dichiarazione sulla svolta dei Metallica, dichiarando a Metal Hammer di non riconoscere il gruppo e domandandosi se sono «quelli che realizzarono Master of Puppets e Ride the Lightning o quelli arrivati al punto di sentirsela di pubblicare Load e ReLoad». Phil Anselmo dei Pantera si espresse contrario all'uscita di Load, ritenendo che era un disco da distribuire sotto forma di progetto parallelo piuttosto che sotto il nome dei Metallica.
I Metallica cercarono di rispondere più volte a queste dichiarazioni dicendo che la loro nuova scelta musicale era nata da un lungo processo di modifica del sound, già iniziato con il disco ...And Justice for All. Inoltre sostennero che il cambio di look era nato di conseguenza e non come semplice ricerca di attenzione da parte dei media.
St. Anger presenta sonorità più dure e più grezze rispetto agli album precedenti Load e ReLoad, caratteristica questa che fu in parte apprezzata dai critici musicali. Tuttavia i fan ne biasimarono la qualità della produzione, specie per quanto riguardava le parti vocali di Hetfield, l'arrangiamento della batteria di Ulrich, i testi spesso di tema scontato e l'assenza di assoli di chitarra, fatto fino ad allora del tutto inusuale per il gruppo.
Con la pubblicazione di Death Magnetic, i Metallica ritornarono allo stile thrash che caratterizzò i primi album. In parte lo si deve anche al nuovo produttore dei Metallica, Rick Rubin, che sostituì Bob Rock; a differenza del lavoro di quest'ultimo sul precedente album, Rubin decise di rendere le cose più complesse, a cominciare dai riff delle chitarre e dai testi delle canzoni. Inoltre, il suo lavoro ha motivato la band a tirare fuori il meglio per lunghi periodi, a differenza di quanto si faceva da qualche anno.

### Jason Newsted
Jason Newsted fu ingaggiato come membro dei Metallica in seguito alla prematura scomparsa di Cliff Burton. Nei quindici anni di permanenza con il gruppo, il bassista ricevette costanti critiche relative al suo stile e alle sue capacità musicali, definite nettamente inferiori rispetto a quelle di Cliff.
A differenza di Burton, che suonava il basso avvalendosi del fingerstyle, Newsted preferiva l'utilizzo del plettro. Questo fatto fu visto dai fan come segno della sua incapacità e portò alle prime critiche sul musicista.
Poco tempo dopo il suo ingresso nel gruppo, i Metallica pubblicarono il disco ...And Justice for All. Nel disco lo stile della composizione risultò molto diverso rispetto ai precedenti lavori, specialmente nelle linee di basso, letteralmente sepolte dalle numerose tracce di chitarra ritmica di Hetfield, e quindi difficilmente riconoscibili all'interno dell'economia dei brani. Inoltre il sound generale del basso risultò molto meno "sporco" rispetto soprattutto a Kill 'Em All, nonché molto più tecnico.
I fan accusarono di questo cambiamento proprio Newsted, che comunque affrontò con pazienza le critiche e anche la lunga serie di scherzi a lui rivolti durante il tour di due anni che seguì la pubblicazione di ...And Justice for All.
Dopo quindici lunghi anni di collaborazione con la band, mai completamente accettato dai fan come sostituto del suo predecessore, lasciò la band nel gennaio 2001 per motivi fisici e personali mai dichiarati. Durante le varie esibizioni dal vivo della band negli anni precedenti è facilmente visibile il violento headbanging di Newsted, il quale gli provocò in futuro una lesione al collo, da lui stesso definita come «il danno fisico che ho fatto a me stesso negli anni per suonare la musica che amo». Nel 2002 Newsted si unì alla band canadese Voivod. L'attuale bassista dei Metallica, Robert Trujillo, propone sonorità molto ispirate dai gruppi in cui militava in precedenza (Suicidal Tendencies, Infectious Grooves).

### Dave Mustaine e i Megadeth

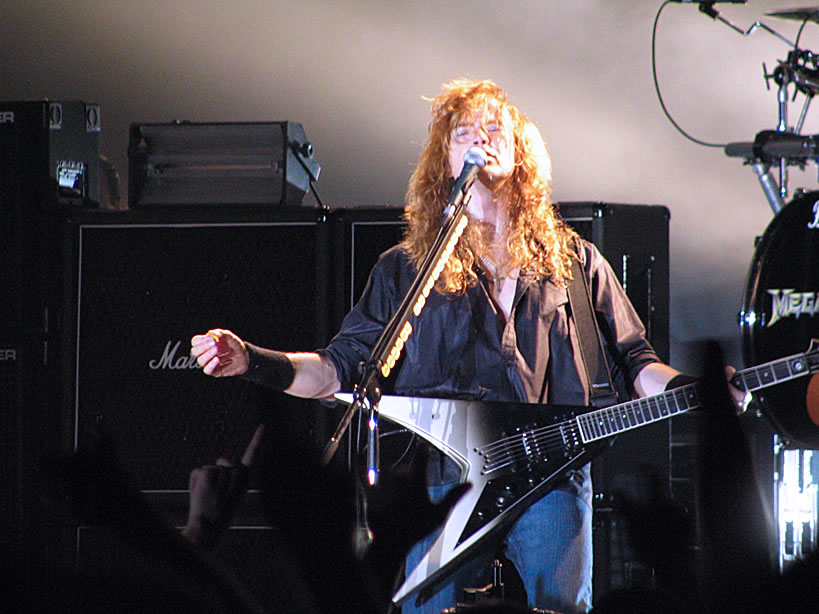
Dave Mustaine

La più famosa diatriba che i fan dei Metallica ricordino scoppiò tra Lars Ulrich e James Hetfield da una parte, e l'ex chitarrista del gruppo Dave Mustaine e la sua nuova band Megadeth dall'altra.
I primi contrasti tra Dave e i Metallica avvennero quando il musicista faceva ancora parte del gruppo di Los Angeles. Il documentario del 2004 Metallica: Some Kind of Monster mostra proprio l'origine dell'ostilità Mustaine-Metallica. Hetfield e Mustaine arrivarono a un furente litigio quando quest'ultimo, recatosi a casa di Ron McGovney, sciolse i cani del padrone di casa nella villa, e uno di questi salì sulla macchina di McGovney defecandoci sopra. Hetfield, che si trovava anch'egli nella villa, disse a Mustaine di legare immediatamente tutti i cani; davanti al suo rifiuto si generò una violenta rissa tra i due.
In seguito McGovney lasciò la band, probabilmente in seguito a un litigio con Mustaine (come lo stesso bassista ha confermato): sembrerebbe che Mustaine, dopo essersi ubriacato bevendo whisky, avesse versato della birra sui pick-up del basso della Washburn dichiarando apertamente che egli odiava McGovney. Dopo questo avvenimento dovette cambiare basso poiché rotto. Decise in seguito, sotto consiglio della sua ragazza, di abbandonare la band. Sarà sostituito dal celebre Cliff Burton, l'unico membro dei Metallica con cui Mustaine non ha mai avuto diverbi (e a cui anzi dedicherà una canzone, In My Darkest Hour, quando saprà della sua morte). Il definitivo abbandono del chitarrista, invece, ci fu nell'aprile del 1983, quando Mustaine e i Metallica si stavano recando a New York per incontrare il produttore Jon Zazula. Dave era alla guida del furgone del gruppo quando, a causa del suo stato di continua ubriachezza, perse il controllo del veicolo e finì in un fossato. Non sopportando più i suoi comportamenti, Hetfield e Ulrich decisero di allontanarlo dalla band e lo portarono alla più vicina fermata dell'autobus per farlo tornare a Los Angeles.

Successivamente furono rilasciate alcune interviste dai diretti interessati. La più importante fu quella rilasciata proprio da Mustaine nel 1998:
La faida tra Dave e i Metallica continuò quando il chitarrista iniziò a sostenere pubblicamente di aver scritto molte delle canzoni della sua ex band, e in particolare Leper Messiah. Hetfield rifiutò di riconoscere la paternità di questi brani a Mustaine. Per tutta risposta tra i fan dei Megadeth nacque la convinzione che anche la canzone Master of Puppets, ritenuta uno dei capolavori del gruppo di Los Angeles, fosse in realtà un suo lavoro e accusarono i Metallica di essere dei ladri. La situazione si risolse, dopo innumerevoli dichiarazioni violente, con un nulla di fatto; a tutt'oggi i Metallica mantengono i diritti su questi brani.
Tuttavia, a Mustaine furono riconosciuti i diritti di sei brani: The Four Horsemen, Jump in the Fire, Phantom Lord, Metal Militia (dall'album Kill 'Em All, tutti accreditati a Hetfield, Ulrich, Mustaine), The Call of Ktulu e Ride the Lightning (dall'album Ride the Lightning, entrambi accreditati a Hetfield, Ulrich, Burton, Mustaine). Il brano The Four Horsemen fu l'unico ad essere ripreso dai Megadeth, nel loro esordio discografico, Killing Is My Business... And Business Is Good! (1985), sebbene con il titolo Mechanix e testo differente.

### Winger

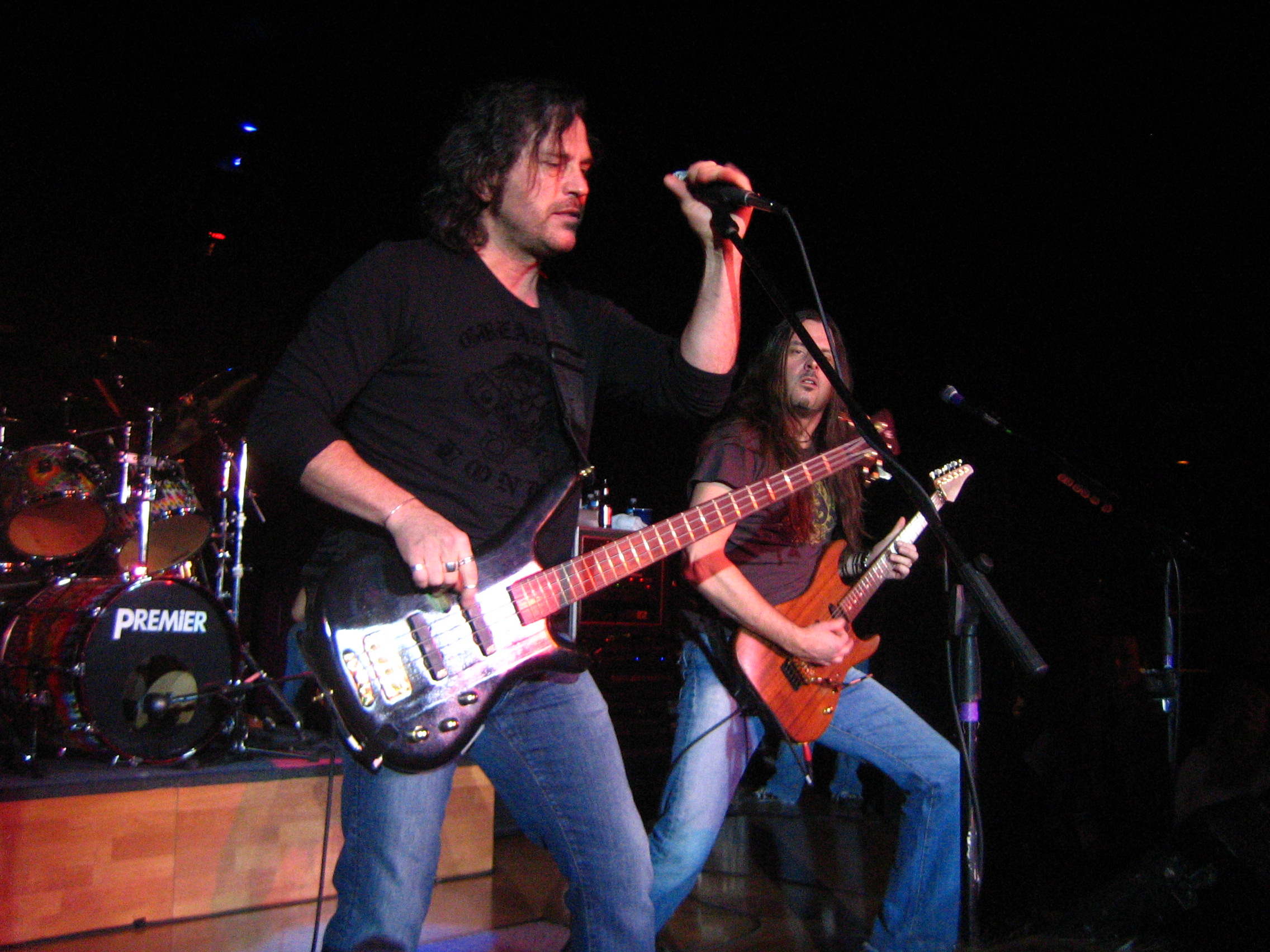
I Winger dal vivo nel 2007

Agli inizi degli anni novanta, i Metallica furono anche attaccati dai Winger, gruppo hair metal di New York. L'attrito iniziò con la pubblicazione del video di Nothing Else Matters, che ritrae Lars Ulrich mentre lancia un dardo verso un poster di Kip Winger. La band, già messa in ridicolo in quel periodo a causa del cartone Beavis and Butt-head, non sopportò il gesto di Ulrich:

Anni dopo, in una intervista di aprile 2010, il chitarrista dei Winger Reb Beach si ritrovò a parlare di nuovo della vicenda riguardante l'atto compiuto da Ulrich nel video di Nothing Else Matters, sostenendo che i Metallica, mostrandolo durante i loro concerti, sminuirono ancor di più la reputazione del gruppo di New York. Commentò inoltre bruscamente la popolarità di Kirk Hammett e non esitò a rivolgergli critiche pesanti:

## Formazione
- James Hetfield – voce, chitarra ritmica (1981-presente)
- Lars Ulrich – batteria (1981-presente)
- Kirk Hammett – chitarra solista, cori (1983-presente)
- Robert Trujillo – basso, cori (2003-presente)

## Discografia

### Album in studio
- 1983 – Kill 'Em All
- 1984 – Ride the Lightning
- 1986 – Master of Puppets
- 1988 – ...And Justice for All
- 1991 – Metallica
- 1996 – Load
- 1997 – ReLoad
- 2003 – St. Anger
- 2008 – Death Magnetic
- 2011 – Lulu (con Lou Reed)
- 2016 – Hardwired... to Self-Destruct
- 2023 – 72 Seasons

### Album tributo
- 1998 – Garage Inc.

### Album dal vivo
- 1993 – Live Shit: Binge & Purge
- 1999 – S&M (con la San Francisco Symphony)
- 2010 – Live at Grimey's
- 2016 – Liberté, Egalité, Fraternité, Metallica! - Live at Le Bataclan, Paris, France - June 11th, 2003
- 2019 – Helping Hands... Live & Acoustic at the Masonic
- 2020 – S&M2 (con la San Francisco Symphony)

### Colonne sonore
- 2013 – Through the Never (Music from the Motion Picture)

## Riconoscimenti
- American Music Award
  - 1993 – "Favorite Artist: Heavy Metal/Hard Rock Artist": Metallica
- 1997 – "Favorite Artist: Heavy Metal/Hard Rock Artist": Metallica
- Bammies Award
  - 1997 – "Outstanding Drummer: Lars Ulrich"
  - 1997 – "Outstanding Hard Rock Album" con ReLoad
- Billboard Music Award
  - 1997 – "Billboard Rock and Roll Artist of the Year": Metallica (RIAA Diamond Award)
  - 1999 – "Catalog Artist of the Year": Metallica
  - 1999 – "Catalog Album of the Year": Metallica con Metallica
- Governor's Award
  - 2004 – "Governor's Award": Metallica
- Grammy Award
  - 1990 – "Best Metal Performance" con One
  - 1991 – "Best Metal Performance" con Stone Cold Crazy
  - 1992 – "Best Metal Performance" con Enter Sandman
  - 1999 – "Best Metal Performance" con Better Than You
  - 2000 – "Best Hard Rock Performance" con Whiskey in the Jar
  - 2001 – "Best Rock Instrumental Performance" con The Call of Ktulu (versione sinfonica, eseguita con Michael Kamen e la San Francisco Symphony)
  - 2004 – "Best Metal Performance" con St. Anger
  - 2009 – "Best Metal Performance" con My Apocalypse[183]
  - 2009 – "Best Recording Package" con Death Magnetic
  - 2024 – "Best Metal Performance" con 72 seasons
- Juno Awards
  - 2005 – "Jack Richardson Producer of the Year" con Some Kind of Monster
- Kerrang! Awards
  - 2003 – "Hall of Fame"
  - 2003 – "Best International Band"
  - 2004 – "Best Band on the Planet"[184]
  - 2008 – "Inspiration Award"[185]
  - 2009 – "Best Album" con Death Magnetic
- Golden Gods Awards
  - 2013 – "Ronnie James Dio Lifetime Achievement Award"
- MTV Icon
  - 2003 – riconoscimento alla carriera[186]
- MTV Video Music Awards
  - 1992 – "Best Heavy Metal/Hard Rock Video" con Enter Sandman
  - 1996 – "Best Hard Rock Video" con Until It Sleeps
- Altro
  - I Metallica sono stati inseriti alla posizione numero 3 nella classifica di MTV "Greatest Heavy Metal Band in History", alla numero 5 nella classifica della rete televisiva VH1 "100 Greatest Artists of Hard Rock" e Master of Puppets e alla terza della classifica delle 40 migliori canzoni metal di tutti i tempi secondo VH1; inoltre si trovano alla prima posizione, con "Enter Sandman", nella classifica "Full Metal Racket Top 50" di MTV Rocks.
  - Sono entrati nella Rock and Roll Hall of Fame nel 2009.

### Enciclopedie
- Ian Christe, Sound of the Beast. La storia definitiva dell'heavy metal, Arcana, 2009, ISBN 88-6231-086-2.
- Luca Signorelli, Heavy metal: i classici, Giunti Editore, 2007, ISBN 978-88-09-05383-0.
- Garry Sharpe-Young, Rob Halford, Metal: The Definitive Guide, Jawbone Press, 2007, ISBN 978-1-906002-01-5.
- Alessandro Bonini, Emanuele Tomagnini, Enciclopedia discografica: dal rock al soul, dal pop alla new wave, dal punk al metal al jazz, Gremese Editore, 2004, ISBN 88-8440-314-6.
- (EN) Peter Buckley, Jonathan Buckley, The Rough Guide to Rock, Rough Guides, 2003, ISBN 1-84353-105-4.
- Vladimir Bogdanov, Chris Woodstra, Stephen Thomas Erlewine, All Music Guide to Rock: The Definitive Guide to Rock, Pop, and Soul, Arcana, 2002, ISBN 978-0-87930-653-3.
- Federico Guglielmi, Cesare Rizzi, Grande enciclopedia rock, Firenze, Giunti editore, 2002, ISBN 88-09-02852-X.
- Garry Sharpe-Young, A-Z of Thrash Metal, Cherry Red Books, 2002, ISBN 978-1-901447-09-5.
- Luca Signorelli, Metallus. Il libro dell'heavy hetal, Giunti Editore, 2001, ISBN 88-09-02230-0.
- Cesare Rizzi, Enciclopedia della musica rock. 3. 1980 - 1989, Volume 3, Giunti Editore, 2000, ISBN 978-88-09-01796-2.
- Deena Weinstein, Heavy Metal: The Music and Its Culture, Da Capo Press, 2000, ISBN 978-0-306-80970-5.
- C. Martin C. Strong, The Great Rock Discography, Giunti Editore, 1998, ISBN 88-09-21522-2.
- (EN) Robert Walser, Running with the Devil: Power, Gender, and Madness in Heavy Metal Music, Wesleyan University Press, 1993, ISBN 978-0-8195-6260-9.

### Testi monografici
- (EN) Paul Paul Stenning, Metallica: All That Matters, Plexus Publishing, 2010, ISBN 978-0-85965-435-7.
- Irwin William, Metallica e la filosofia. Libertà, autenticità, etica: dal rock un invito a pensare, Apogeo, 2008, ISBN 88-503-2723-4.
- (EN) Glenn T. Pillsbury, Damage Incorporated: Metallica and the Production of Musical Identity, Routledge, 2006, ISBN 0-415-97374-0.
- Maurizio De Paola, Le canzoni dei Metallica, Editori Riuniti, 2006, ISBN 88-359-5734-6.
- (EN) Ross Halfin, Kirk Hammett, Metallica, Vision On, 2006, ISBN 978-1-903399-84-2.
- Mark Putterford, Metallica, Lo Vecchio, 2005, ISBN 88-7333-116-5.
- Joel McIver, Justice for all. La verità sui Metallica, Arcana, 2004, ISBN 978-88-7966-368-7.
- (EN) Steffan Chirazi, So What! The Good, The Mad and The Ugly, Broadway Books, 2004, ISBN 0-340-83581-8.
- (EN) Mark Putterford, Metallica Talking, Omnibus Press, 2004, ISBN 1-84449-099-8.
- (EN) Joe Berlinger, Greg Milner, Metallica: this monster lives: the inside story of Some kind of monster, St. Martin's Press, 2004, ISBN 978-0-312-33311-9.
- (EN) Chris Ingham, Metallica: nothing else matters: the stories behind the biggest songs, Thunder's Mouth Press, 2003, ISBN 978-1-56025-536-9.
- Mark Putterford, Xavier Russell, Metallica. I cavalieri del fulmine, Arcana, 1999, ISBN 88-7966-210-4.
- (EN) Malcolm Dome, Mick Wall, The complete guide to the music of Metallica, Omnibus Press, 1995, ISBN 978-0-7119-4902-7.